# Andréas Makrís
Andréas Makrís (en grec moderne : Ανδρέας Μακρής), né le 27 novembre 1995 à Paphos, est un footballeur international chypriote.
Il évolue au poste d'ailier droit avec l'APOEL Nicosie et avec l'équipe de Chypre.

## Biographie
Lors de la saison 2014-2015, il inscrit 13 buts au sein du championnat chypriote, avec le club de l'Anorthosis Famagouste.
Le 1er août 2016, il rejoint le club anglais du Walsall FC. Le montant du transfert n'est pas connu, toutefois celui-ci s'avère être un record pour le club des Midlands de l'Ouest.

## Palmarès

### En club
APOEL Nicosie
- Vainqueur du Championnat de Chypre en 2019.